# كيم (فلم 1950)
كيم (بالإنجليزية: Kim) هو فيلم مغامرات عام 1950 تم إنتاجه بتقنية تكنيكوور بواسطة ميترو غولدوين ماير. أخرج الفيلم فيكتور سافيل وأنتج الفيلم ليون جوردون من سيناريو كتبه هيلين دويتش وليون جوردون وريتشارد شاير، استنادًا إلى رواية كلاسيكية بنفس الاسم صدرت عام 1901 للكاتب روديارد كيبلينج.
شارك في بطولة الفيلم إيرول فلين ودين ستوكويل وباول لوكاس. أما الموسيقى التصويرية فكانت من تأليف أندريه بريفين. تم تصوير الفيلم في مواقع في راجستان وأوتار براديش، الهند، مع بعض الأجزاء في أوتاراخاند، بالإضافة إلى تلال ألاباما بالقرب من لون باين، كاليفورنيا، بسبب تشابهها مع ممر خيبر. ومن المثير للاهتمام بشكل خاص موقع التصوير في كلية لا مارتينيير في لكناو.
تدور أحداث الفيلم في إطار اللعبة الكبرى، وهي مواجهة سياسية ودبلوماسية بين الإمبراطورية البريطانية والإمبراطورية الروسية. في الفيلم، يتم تدريب صبي يتيم كجاسوس من قبل عملاء الراج البريطاني، ويتم تكليفه بالحفاظ على مراقبة جاسوسين روسيين.

## طاقم التمثيل
- إيرول فلين بدور محبوب علي، اللحية الحمراء
- دين ستوكويل بدور كيم
- باول لوكاس بدور لاما
- روبرت دوغلاس بدور العقيد كريتون
- توماس جوميز بدور المبعوث
- سيسيل كيلاواي بدور هوري تشوندر
- أرنولد موس بدور لورجان صاحب
- ريجينالد أوين بدور الأب فيكتور
- لوريت لويز بدور لالولي
- ريتشارد هيل بدور حسن بي
- رومان توبورو بدور الروسي
- إيفان تريزولت بدور الروسي الآخر

## روابط خارجية
- Kim على فهرس معهد الفيلم الأمريكي
- Kim  في قاعدة بيانات الأفلام على الإنترنت (بالإنجليزية)
- كيم (فلم 1950) في قاعدة بيانات تيرنر كلاسيك موفيز للأفلام.